# Raymond W. Karst
Raymond Willard Karst (* 31. Dezember 1902 in St. Louis, Missouri; † 4. Oktober 1987 in Kirkwood, Missouri) war ein US-amerikanischer Politiker. Zwischen 1949 und 1951 vertrat er den Bundesstaat Missouri im US-Repräsentantenhaus.

## Werdegang
Raymond Karst besuchte die Wyman Grade School und die St. Louis Academy. Nach einem anschließenden Jurastudium an der Saint Louis University und seiner 1926 erfolgten Zulassung als Rechtsanwalt begann er in St. Louis in diesem Beruf zu arbeiten. Gleichzeitig schlug er als Mitglied der Demokratischen Partei eine politische Laufbahn ein. In den Jahren 1935 und 1936 war er Abgeordneter im Repräsentantenhaus von Missouri. Zwischen 1936 und 1940 war er in St. Louis auch als Richter tätig. Während des Zweiten Weltkrieges war er zwischen 1942 und 1945 als Hauptmann Ordonnanzoffizier in der United States Army.
Bei den Kongresswahlen des Jahres 1948 wurde Karst im zwölften Wahlbezirk von Missouri in das US-Repräsentantenhaus in Washington, D.C. gewählt, wo er am 3. Januar 1949 die Nachfolge von Walter C. Ploeser antrat. Da er im Jahr 1950 nicht bestätigt wurde, konnte er bis zum 3. Januar 1951 nur eine Legislaturperiode im Kongress absolvieren. Diese war von den Ereignissen des Kalten Krieges geprägt. Nach seinem Ausscheiden aus dem US-Repräsentantenhaus praktizierte Karst als Anwalt in Clayton. Im Jahr 1955 wurde er Berater der Economic Stabilization Agency. Später arbeitete er im Vorstand dieser Bundesbehörde. Außerdem war er Vorsitzender der Firma Karst Enterprises. Er starb am 4. Oktober 1987 in Kirkwood.